# في باب الحديقة. زوجة الفنان
في باب الحديقة. زوجة الفنان هي لوحة زيتية للرسام الدنماركي لوريتس أندرسن رينغ رسمها فيي عام 1897 وهي معروضة حالياً ضمن مقتنيات المعرض الوطني الدنماركي.